# 6776 Dix
6776 Dix è un asteroide della fascia principale. Scoperto nel 1989, presenta un'orbita caratterizzata da un semiasse maggiore pari a 2,5777121 UA e da un'eccentricità di 0,1570227, inclinata di 4,69798° rispetto all'eclittica.